# Pistolet

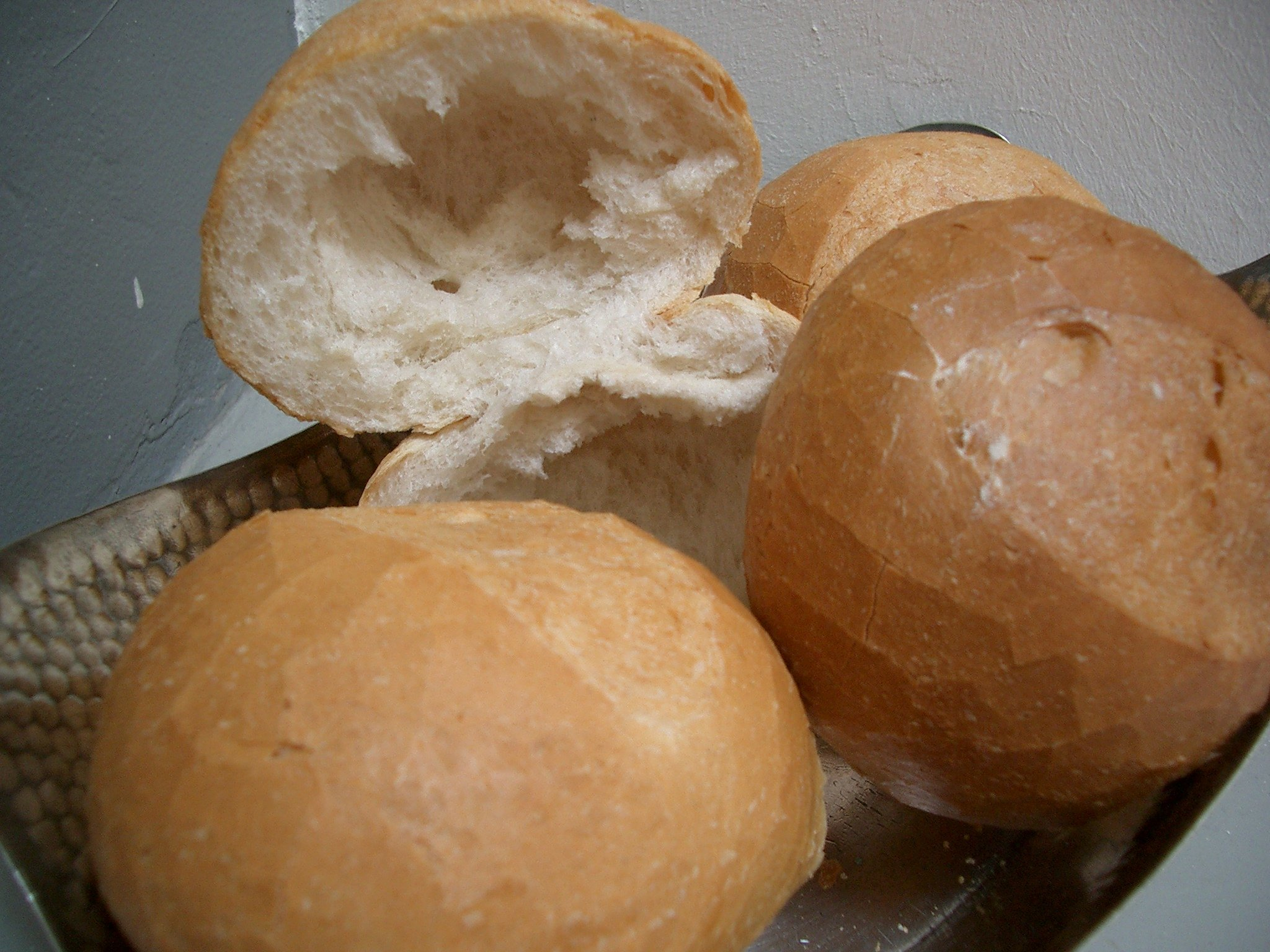
Pistolets de Bruselas

El pistolet (en francés 'pistolita') es un bollo de pan blanco típico de Bruselas, Bélgica, de pequeño tamaño y forma redonda, con una suave greña superior. Este panecillo es de consumo individual, se suele servir durante el desayuno junto con mantequilla y mermelada, y también se ha extendido a otras regiones belgas.

## Etimología
El origen del nombre es incierto. Una teoría lo traza a pistor, nombre latino para el 'panadero'. Otras fuentes apuntan a las tasas impositivas tan abusivas que padecía el pan belga en el siglo XVII, que hacían que su valor ascendiera a precios astronómicos, semejantes al de una pistola. Finalmente una tercera teoría las relaciona con las «moneditas» o monedas de pequeño tamaño que en el siglo XVI eran denominadas pistolet. Émile Littré explica que «siendo el pistolet un arma pequeña, era así llamada la moneda demi-écu [la mitad de un écu], porque por analogía, era el 'diminutivo' de un écu». Según Maurice Piron, el lugar común entre el arma, la moneda y el pan es el concepto de pequeñez.
En el sur de Francia, particularmente en las tierras aquitanas, pistolet es un nombre genérico para los panes pequeños.

## Consumo
Es tradicional untar la pistola con mantequilla y mermelada para el desayuno de los domingos por la mañana. En este sentido ha reemplazado para muchos a las tostadas. También es común comer los pistolets con queso gouda, embutidos locales (pâté crème, boudin o saucisson), carne picada de cerdo o ternera, o bien con filet américain (variante local del steak tartar).
Este "relleno de pistola" es el equivalente al sándwich , el más ligero , el "pan francés" ( baguette ) relleno, y la hamburguesa, más reciente.